# L-selectina
La L-selectina (conosciuta anche come CD62L o SELL) è una molecola di adesione cellulare che appartiene alla famiglia delle selectine; essa è espressa sulla superficie cellulare dei leucociti (in particolare sui linfociti e sui monociti) e permette, in un primo stadio della reazione infiammatoria, l'adesione di tali leucociti alle pareti endoteliali dei vasi sanguigni. La L-selectina è una glicoproteina che ha la capacità di riconoscere gruppi carboidrati, come il sialil-Lewis X, e di contrarre legami deboli con questi ultimi.

## Ruolo nella diapedesi leucocitaria
I leucociti, quando sono inattivi, presentano grandi quantità di L-selectina espressa sulla superficie cellulare. Nel corso della risposta immunitaria, la L-selectina permette le prime interazioni tra i leucociti e le cellule dell'endotelio vascolare. Durante lo sviluppo di queste interazioni, i leucociti migrano verso le cellule endoteliali, a causa delle adesioni promosse dalla stessa L-selectina, le quali sono però inizialmente poco stabili; l'intervento successivo di altre molecole di adesione cellulare, come alcune integrine, permettono l'aumento della stabilità delle interazioni tra endotelio e leucociti. Una volta che questi ultimi sono tanto adesi da arrestarsi completamente, inizia la migrazione leucocitaria verso il tessuto infettato e così il processo infiammatorio può avere luogo. Questa migrazione cellulare è detta diapedesi.
Nel caso specifico dei linfociti, se uno stato infettivo rende necessario la loro attivazione, la L-selectina si occupa di condurli negli organi linfatici secondari (in particolar modo nei linfonodi), dove queste cellule possono incontrare il loro specifico antigene e, conseguentemente, attivarsi e proliferare.

## Regolazione
La L-selectina è regolata da vari meccanismi; uno di essi è il clivaggio proteolitico effettuato da una peptidasi, ADAM17 (una metalloproteasi), che taglia la L-selectina in una porzione vicina alla membrana cellulare, dando origine alla sL-Sel, ossia la forma solubile della L-selectina.